# Jean de Bourgoing
Jean de Bourgoing (* 30. Dezember 1877 in Budapest; † 24. Dezember 1968 in Wien) war ein französisch-österreichischer Schriftsteller.

## Leben
Seine Eltern waren Baron Othon de Bourgoing (1839–1908), französischer bevollmächtigter Minister, und dessen Gattin Therese, geborene Gräfin Kinsky.
Er lebte zunächst in Reims, später in Wien, wo der Vater 1890 das Palais Bourgoing erbauen ließ. 1909 wurde er in Wien Präsident der Allianz-Versicherungs-AG.
Daneben verfasste er zahlreiche Artikel für französische und österreichische Zeitungen sowie mehrere Bücher zu kulturhistorischen Themen.

## Auszeichnungen
- 1956: Österreichisches Ehrenkreuz für Wissenschaft und Kunst I. Klasse

## Publikationen
- Aus den Papieren des Herzogs von Reichstadt, Berlin 1925.
- Die Wiener Bildnisminiatur, Wien 1926.
- Die englische Bildnisminiatur, Wien 1927.
- Das Herz der Kaiserin. Die Ehe Napoleons mit Marie-Louise. Nach unveröffentlichten und vergessenen Dokumenten, Berlin, Essen und Leipzig 1937.
- Vom Wiener Kongress. Zeit- und Sittenbilder, Brünn 1943.
- Briefe Kaiser Franz Josephs an Frau Katharina Schratt, Wien 1949.
- Elisabeth. Kaiserin von Österreich, Herzogin von Bayern, Kunstverlag Wolfrum 1956.
- Andere Zeiten. Rückblick vor dem Abschied, Wien: Bergland-Verlag 1964.